# Monte Bowser
Il Monte Bowser (in lingua inglese: Mount Bowser) è una prominente montagna antartica, alta 3.655 m, situata 4 km a sud del Monte Astor, all'estremità settentrionale della Fram Mesa, nei Monti della Regina Maud, in Antartide. 
È stato mappato dall'United States Geological Survey sulla base di ispezioni in loco e di foto aeree scattate dalla U.S. Navy nel periodo 1960-64.
La denominazione fu assegnata dall'Advisory Committee on Antarctic Names (US-ACAN) in onore di Carl J. Bowser, geologo presso la Stazione McMurdo durante le sessioni 1965-65 e 1966-67.